# عبد العزيز شاهين
عبد العزيز علي عبد العزيز شاهين ويُعرف بـ أبو علي شاهين (وُلد في عام 1941 في قرية بشيت، قضاء الرملة – تُوفي في 28 مايو 2013 في غزة) سياسي وعسكري فلسطيني وأحد أعضاء حركة فتح، شغل مواقع هامة في جهاز الأرض المُحتلة (القطاع الغربي). عُيِّن وزيرًا للتموين في حكومة ياسر عرفات الثانية، واستمر بذات المنصب في حكومات عرفات الثالثة والرابعة والخامسة. كان عضوًا في المجلس الوطني الفلسطيني والمجلس التشريعي الفلسطيني في الفترة 1996–2006، والمجلس الثوري الفلسطيني بعد المؤتمر الخامس لحركة فتح عام 1989.